# Edward Basden
Edward Richard Basden (* 15. Februar 1983 in Maryland) ist ein US-amerikanischer Basketballspieler.
In seiner College-Zeit spielte er für die University of North Carolina in Charlotte. 2005 meldete er sich zum Entry Draft der NBA an, wurde allerdings von keinem Team genommen. In der Summerleague erkämpfte er sich dann aber einen Platz im Team der Chicago Bulls und lief in der Saison 2005/2006 für die Bulls in 19 Spielen auf. Nach der Saison wurde er nach Cleveland getradet. Dort wurde sein Vertrag dann aber aufgelöst und Basden ging nach Europa und schloss 2006/2007 sich dem Team von Fenerbahçe Ülkerspor an. Danach spielte er für Cholet Basket in Frankreich. 2007/08 stand er bei den Telekom Baskets Bonn unter Vertrag, dort wurde er während der Saison für den verletzten Jason Conley verpflichtet. Danach versuchte er sich bei den Miami Heat erneut für die NBA zu empfehlen. Er wurde allerdings kurz vor Saisonbeginn aus dem Kader gestrichen. Daraufhin wechselte Basden erneut in die Türkei und ging in der Saison 2008/2009 für Mersin BSB auf Korbjagd.
Zur Saison 2009/2010 wechselte er zurück nach Amerika und unterschrieb einen Vertrag bei den Austin Toros in der NBA Development League.
Aktuell spielt er für Marousi Athen in Griechenland.